# Biegi narciarskie na Zimowych Igrzyskach Olimpijskich 1960
Konkurencje biegów narciarskich podczas Zimowych Igrzysk Olimpijskich w 1960 roku zostały przeprowadzone w dniach 19 – 27 lutego 1960 w mieście Squaw Valley. W ramach igrzysk zawodniczki i zawodnicy walczyli w sześciu konkurencjach: czterech indywidualnych (biegach na 15 km, 30 km i 50 km dla mężczyzn oraz 10 km dla kobiet) i sztafetach (4 × 10 km dla mężczyzn i 3 × 5 km dla kobiet) – łącznie rozdanych zostało zatem osiemnaście medali. O medale igrzysk olimpijskich biegacze narciarscy rywalizowali po raz ósmy, a biegaczki po raz trzeci w historii.

## Terminarz
| Data           | Miejscowość  | Konkurencja                 | Złoto             | Srebro           | Brąz             |
| -------------- | ------------ | --------------------------- | ----------------- | ---------------- | ---------------- |
| 19 lutego 1960 | Squaw Valley | Bieg mężczyzn na 30 km      | Sixten Jernberg   | Rolf Rämgård     | Nikołaj Anikin   |
| 20 lutego 1960 | Squaw Valley | Bieg kobiet na 10 km        | Marija Gusakowa   | Lubow Baranowa   | Radja Jeroszyna  |
| 23 lutego 1960 | Squaw Valley | Bieg mężczyzn na 15 km      | Håkon Brusveen    | Sixten Jernberg  | Veikko Hakulinen |
| 25 lutego 1960 | Squaw Valley | Sztafeta mężczyzn 4 × 10 km | Finlandia         | Norwegia         | ZSRR             |
| 26 lutego 1960 | Squaw Valley | Sztafeta kobiet 3 × 5 km    | Szwecja           | ZSRR             | Finlandia        |
| 27 lutego 1960 | Squaw Valley | Bieg mężczyzn na 50 km      | Kalevi Hämäläinen | Veikko Hakulinen | Rolf Rämgård     |

## Mężczyźni

### 15 km
| Miejsce | Państwo   | Zawodnik           | Czas    | Strata  |
| ------- | --------- | ------------------ | ------- | ------- |
|         | Norwegia  | Håkon Brusveen     | 51:55.5 |         |
|         | Szwecja   | Sixten Jernberg    | 51:58.6 | +3.1    |
|         | Finlandia | Veikko Hakulinen   | 52:03.0 | +7.5    |
| 4.      | Norwegia  | Einar Østby        | 52:18.0 | +22.5   |
|         | ZSRR      | Giennadij Waganow  | 52:18.0 | +22.5   |
| 6.      | Finlandia | Eero Mäntyranta    | 52:40.6 | +45.1   |
| 7.      | Szwecja   | Janne Stefansson   | 52:41.0 | +45.5   |
| 8.      | Szwecja   | Rolf Rämgård       | 52:47.3 | +51.8   |
| 9.      | Włochy    | Marcello De Dorigo | 52:53.5 | +58.0   |
| 10.     | ZSRR      | Nikołaj Anikin     | 52:55.0 | +59.5   |
| . .     |           |                    |         |         |
| 18.     | Polska    | Józef Rysula       | 54:13.3 | +2:17.8 |
| 28.     | Polska    | Kazimierz Zelek    | 55:59.4 | +3:03.9 |
| 41.     | Polska    | Józef Gut-Misiaga  | 58:03.6 | +6:08.1 |
| 43.     | Polska    | Andrzej Mateja     | 58:09.1 | +6:13.6 |

Data: 23.02.1960

### 30 km
| Miejsce | Państwo   | Zawodnik                | Czas      | Strata   |
| ------- | --------- | ----------------------- | --------- | -------- |
|         | Szwecja   | Sixten Jernberg         | 1:51:03.9 |          |
|         | Szwecja   | Rolf Rämgård            | 1:51:16.9 | +13.0    |
|         | ZSRR      | Nikołaj Anikin          | 1:52:28.2 | +1:24.3  |
| 4.      | ZSRR      | Giennadij Waganow       | 1:52:49.2 | +1:45.3  |
| 5.      | Szwecja   | Lennart Larsson         | 1:53:53.2 | +2:49.3  |
| 6.      | Finlandia | Veikko Hakulinen        | 1:54:02.0 | +2:58.1  |
| 7.      | Finlandia | Toimi Alatalo           | 1:54:06.5 | +3:02.6  |
| 8.      | ZSRR      | Aleksiej Kuzniecow      | 1:54:23.9 | +3:20.0  |
| 9.      | Norwegia  | Hallgeir Brenden        | 1:55:19.8 | +4:15.9  |
| 10.     | Norwegia  | Oddmund Jensen          | 1:55:35.0 | +4:31.1  |
| . . .   |           |                         |           |          |
| 22.     | Polska    | Kazimierz Zelek         | 2:01:27.1 | +10:23.2 |
| 23.     | Polska    | Andrzej Mateja          | 2:01:54.7 | +10:49.8 |
| 34.     | Polska    | Józef Gąsienica-Sobczak | 2:06:12.7 | +15:09.8 |

Data: 19.02.1960

### 50 km
| Miejsce | Państwo   | Zawodnik          | Czas      | Strata  |
| ------- | --------- | ----------------- | --------- | ------- |
|         | Finlandia | Kalevi Hämäläinen | 2:59:06.3 |         |
|         | Finlandia | Veikko Hakulinen  | 2:59:26.7 | +20.4   |
|         | Szwecja   | Rolf Rämgård      | 3:02:46.7 | +3:40.4 |
| 4.      | Szwecja   | Lennart Larsson   | 3:03:27.9 | +4:21.6 |
| 5.      | Szwecja   | Sixten Jernberg   | 3:05:18.0 | +6:12.7 |
| 6.      | Finlandia | Pentti Pelkonen   | 3:05:24.5 | +6:18.2 |
| 7.      | ZSRR      | Giennadij Waganow | 3:05:27.6 | +6:21.3 |
| 8.      | Finlandia | Veikko Räsänen    | 3:06:04.4 | +6:58.1 |
| 9.      | Norwegia  | Hallgeir Brenden  | 3:08:23.0 | +9:16.7 |
| 10.     | Norwegia  | Sverre Stensheim  | 3:08:51.5 | +9:45.2 |

Data: 27.02.1960

### Sztafeta 4 × 10 km
| Miejsce | Państwo    | Zawodnik                                                               | Czas      | Strata   |
| ------- | ---------- | ---------------------------------------------------------------------- | --------- | -------- |
|         | Finlandia  | Toimi Alatalo Eero Mäntyranta Väinö Huhtala Veikko Hakulinen           | 2:18:45.6 |          |
|         | Norwegia   | Harald Grønningen Hallgeir Brenden Einar Østby Håkon Brusveen          | 2:18:46.4 | +0.8     |
|         | ZSRR       | Anatolij Szeluchin Giennadij Waganow Aleksiej Kuzniecow Nikołaj Anikin | 2:21:21.6 | +2:36.0  |
| 4.      | Szwecja    | Lars Olsson Janne Stefansson Lennart Larsson Sixten Jernberg           | 2:21:31.8 | +2:46.2  |
| 5.      | Włochy     | Giulio De Florian Giuseppe Steiner Pompeo Fattor Marcello De Dorigo    | 2:22:32.5 | +3:47.9  |
| 6.      | Polska     | Andrzej Mateja Józef Rysula Józef Gut-Misiaga Kazimierz Zelek          | 2:26:25.3 | +7:40.3  |
| 7.      | Francja    | Victor Arbez René Mandrillon Benoît Carrara Jean Mermet                | 2:26:30.8 | +7:45.2  |
| 8.      | Szwajcaria | Fritz Kocher Marcel Huguenin Lorenz Possa Alphonse Baume               | 2:29:36.8 | +10:51.2 |
| 9.      | Niemcy     | Kuno Werner Helmut Hagg Werner Haase Enno Röder                        | 2:31:47.1 | +14:02.5 |
| 10.     | Japonia    | Takashi Matsuhashi Kazuo Sato Eiji Kurita Akemi Taniguchi              | 2:36:44.9 | +17:59.6 |

Data: 25.02.1960

## Kobiety

### 10 km
| Miejsce | Państwo   | Zawodniczka             | Czas    | Strata  |
| ------- | --------- | ----------------------- | ------- | ------- |
|         | ZSRR      | Marija Gusakowa         | 39:46.6 |         |
|         | ZSRR      | Lubow Baranowa          | 40:04.2 | +17.6   |
|         | ZSRR      | Radja Jeroszyna         | 40:06.0 | +19.4   |
| 4.      | ZSRR      | Alewtina Kołczina       | 40:12.6 | +28.0   |
| 5.      | Szwecja   | Sonja Ruthström         | 40:35.5 | +48.9   |
| 6.      | Finlandia | Toini Pöysti            | 40:41.9 | +55.3   |
| 7.      | Szwecja   | Barbro Martinsson       | 41:06.2 | +1:19.6 |
| 8.      | Szwecja   | Irma Johansson          | 41:08.3 | +1:21.7 |
| 9.      | Bułgaria  | Krystana Stoewa         | 41:44.0 | +1:57.4 |
| 10.     | Szwecja   | Britt Strandberg        | 42:06.8 | +2:20.2 |
| . . .   |           |                         |         |         |
| 13.     | Polska    | Stefania Biegun         | 42:45.2 | +2:58.6 |
| 14.     | Polska    | Józefa Czerniawska      | 42:45.5 | +2:58.9 |
| 20.     | Polska    | Anna Krzeptowska        | 44:36.1 | +4:49.5 |
| 21.     | Polska    | Helena Gąsienica Daniel | 45:08.2 | +5:21.6 |

Data: 20.02.1960

### Sztafeta 3 × 5 km
| Miejsce | Państwo   | Zawodniczki                                                | Czas      | Strata  |
| ------- | --------- | ---------------------------------------------------------- | --------- | ------- |
|         | Szwecja   | Irma Johansson Britt Strandberg Sonja Ruthström            | 1:04:21.4 |         |
|         | ZSRR      | Radja Jeroszyna Marija Gusakowa Lubow Baranowa             | 1:05:02.6 | +41.2   |
|         | Finlandia | Siiri Rantanen Eeva Ruoppa Toini Pöysti                    | 1:06:27.5 | +2:06.1 |
| 4.      | Polska    | Stefania Biegun Helena Gąsienica Daniel Józefa Czerniawska | 1:07:24.6 | +3:03.2 |
| 5.      | Niemcy    | Rita Czech-Blasl Renate Borges Sonnhilde Kallus            | 1:09:25.7 | +5.04.3 |

Data: 26.02.1960

## Tabela medalowa
| Lp. | Kraj      | złoto | srebro | brąz | razem |
| --- | --------- | ----- | ------ | ---- | ----- |
| 1.  | Szwecja   | 2     | 2      | 1    | 5     |
| 2.  | Finlandia | 2     | 1      | 2    | 5     |
| 3.  | ZSRR      | 1     | 2      | 3    | 6     |
| 4.  | Norwegia  | 1     | 1      | 0    | 2     |